# Arabe nedromi
L'arabe nedromi ou arabe nedromien fait partie de l'arabe algérien, lui-même rattaché à la grande famille de l'arabe maghrébin. Il est parlé par une quarantaine de milliers de personnes[réf. nécessaire], vivant principalement à Nedroma.

## Histoire
L'arabe nédromi appartiennent à la famille des parlers pré-hilaliens, par opposition aux parlers hilaliens, ou bédouins, introduits en Afrique du Nord par les arabes Banu-Hilal, Banu-Sulaym et Maqil.
Ainsi, il est classifié au sein des parlers pré-hilaliens en tant que « parler citadin » par Queffélec et Khaoula Taleb Ibrahimi.
L'arabe nedromi est influencé par l'arabe andalou[réf. nécessaire].

## Caractéristiques
L'arabe nedromi emploie la lettre Qaf ( ق en arabe), là où d'autres parlers utilisent la lettre Alif (أ en arabe) comme en arabe tlemcénien, ou encore la lettre Ga (ﭫ en arabe) comme en arabe oranais. Il comporte certaines spécificités qui le différencient des autres parlers préhilaliens et il se distingue par une série de mots propres.
Il a certaines particularités, telles que l'utilisation à la fin des mots se terminant par « ou » de la terminaison « ueu », par exemple : « kif halkeum » au lieu de « kif halkoum » (signifiant comment allez-vous en français).
Les lettres Dad ( ض en arabe) et parfois Dal ( د en arabe) sont remplacées par la lettre Ta (ط en arabe), par exemple: « qbat »  (قبط' en arabe) au lieu de « qbad » (قبض en arabe, qui veut dire prends en français).

## Quelques termes
| Français        | Nedromi alphabet latin | Nedromi alphabet arabe |
| --------------- | ---------------------- | ---------------------- |
| nedroma         | netroma                | نطروما                 |
| oui             | yieh                   | يِه                     |
| resplendissant  | yeroui                 | يغوي                   |
| gâterie         | fchouche               | فشوش                   |
| devenir         | t'há                   | طحّ                     |
| serrure         | sâqta                  | صاقطَ                   |
| où              | feïn                   | فاين                   |
| froid           | zemám                  | زماّم                   |
| malade          | mrit                   | مريط                   |
| d'accord        | benía                  | بنِّيا                   |
| ranger (cacher) | h'ayéd                 | حيَّد                    |
| fenêtre         | serjem                 | سرجم                   |
| table           | tifour                 | تيفور                  |
| quoi            | asem                   | آسم                    |